# Saetherocryptus clavatus
Saetherocryptus clavatus är en tvåvingeart som beskrevs av Andersen och Mendes 2007. Saetherocryptus clavatus ingår i släktet Saetherocryptus och familjen fjädermyggor. Inga underarter finns listade i Catalogue of Life.